# Johan Jakob Reinberg

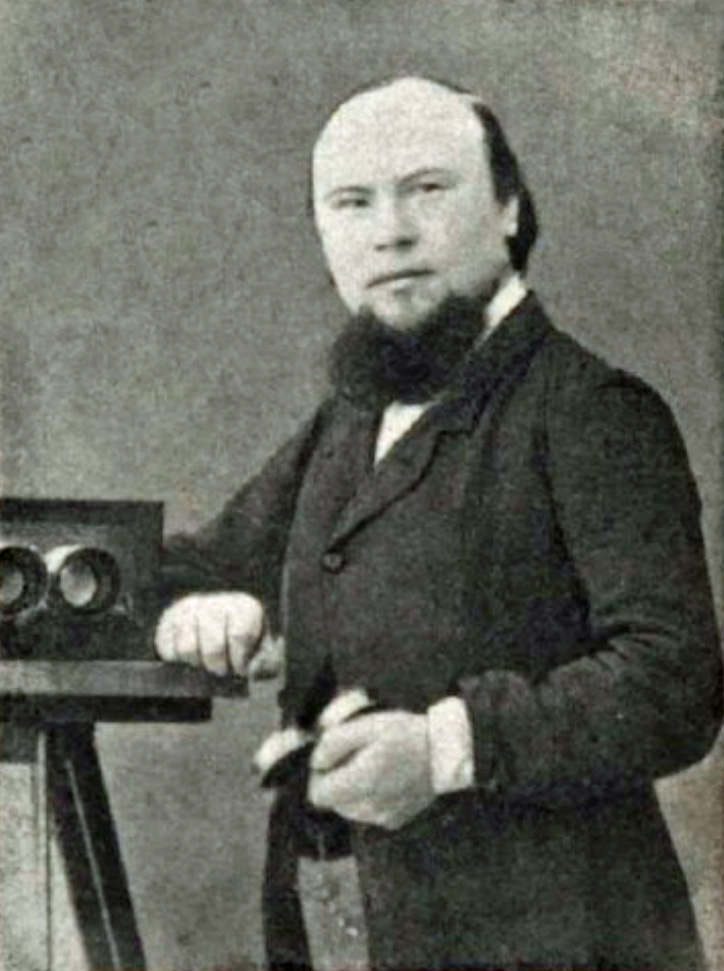
Johan Jakob Reinberg

Johan Jakob Reinberg, född 28 juli 1823 i Dorpat i Estland, död 4 september 1896 i Åbo, var en litograf, fotograf, tecknare och målare verksam i Åbo under andra hälften av 1800-talet.

## Biografi
Reinberg föddes som son till en tysk finsnickare och hade tyska som modersmål. Efter avslutad utbildning till litograf utsågs han till chef för stentryckeriet i Arensburg på Ösel. År 1850 flyttade han till Åbo där han tillsammans med en annan person från Estland, Julius Schorning, fick hand om ledningen av Åbo stentryckeri. Reinberg förfärdigade en mängd olika produkter för tryckeriet. Främst kan nämnas Vyer af Åbo, ett bildhäfte som visade stadens offentliga byggnader och olika vyer. Strax efteråt gav han ut ett likadant häfte med vyer av Dorpat. Stentryckeriets dåliga ekonomi ledde till att Reinberg i mitten av 1850-talet började ordna så kallade kosmoramaföreställningar där man i illusorisk belysning visade perspektiviska bilder av städer och landskap. Till skillnad från övriga i branschen målade Reinberg sina bilder själv och de var betydligt större än vad andra kunde visa upp. Han turnerade också med sina panoramabilder i Helsingfors, Viborg och Tammerfors tills han 1858 sålde sin apparat och bilder.
Redan 1857 då stentryckeriet fick en ny ägare hade han bytt till en annan bransch. Han fick sina första lärdomar i fotograferingskonst genom att studera små tyska broschyrer men år 1857 reste han till Dorpat och studerade fotografikonsten hos sin ursprungliga lärare i litografi. Redan samma höst öppnade han sin första ateljé i Åbo och hade ingen annan konkurrens än tillfälligt av vandrande fotografer. Bland ståndspersoner och borgerskap fick Reinberg snart rykte om sig att vara en skickligare och billigare porträttfotograf än hans konkurrent i Helsingfors. På den tiden krävdes naturligt ljus också i ateljén varför Reinberg gjorde reklam för att han betjänade kunderna under alla klara, regnfria och dimfria dagar. I sina första två ateljéer arbetade Reinberg utomhus så att de som skulle avbildas befann sig under tak medan fotografen stod i det fria. Först i mitten av 1860-talet fick han en ateljé där halva taket bestod av glasfönster. I det skedet använde sig Reinberg av den populära men arbetsamma kollodiumprocessen. Först från 1862 fick han lokal konkurrens och måste flytta sin ateljé till stadens mitt.
För att dryga ut sina inkomster tog han i slutet av 1860-talet tjänst som tecknare i Åbo domkyrkas restaureringskommitté och sålde interiörbilder från domkyrkan till allmänheten. Från detta övergick han till att fotografera utomhusvyer som blev en god säljframgång. År 1876 deltog Reinberg som fotograf i den Västfinska avdelningens vid Helsingfors universitet etnografiska forskningsexpedition till Satakunta. På den resan och också på en resa till Houtskär fotograferade han personer klädda folkdräkt. Bilderna färglade han sedan och sålde. Från år 1872 verkade Reinberg som lärare i teckning och kalligrafi bland annat i Åbo tekniska realskola. År 1877 ordnade han skioptikonföreställningar av stereoskopiska bilder som var köpta i utlandet men kopierade för syftet av honom själv. År 1881 köpte han kroppen av en människoätande varg och stoppade upp den. Den ställdes upp i ett landskap som han själv målade och publiken fick mot en avgift beskåda underverket. Ännu år 1893 höll han en utställning med uppstoppade fåglar och fågelmålningar.
Reinberg gifte sig 1859 i Åbo med Edla Wilhelmina Grönroos (1830-1881) med vilken han fick en son och en dotter. Efter hennes död gifte Reinberg om sig med Matilda Segercrantz (1859-1947). De fick en son och två döttrar.

## Bilder

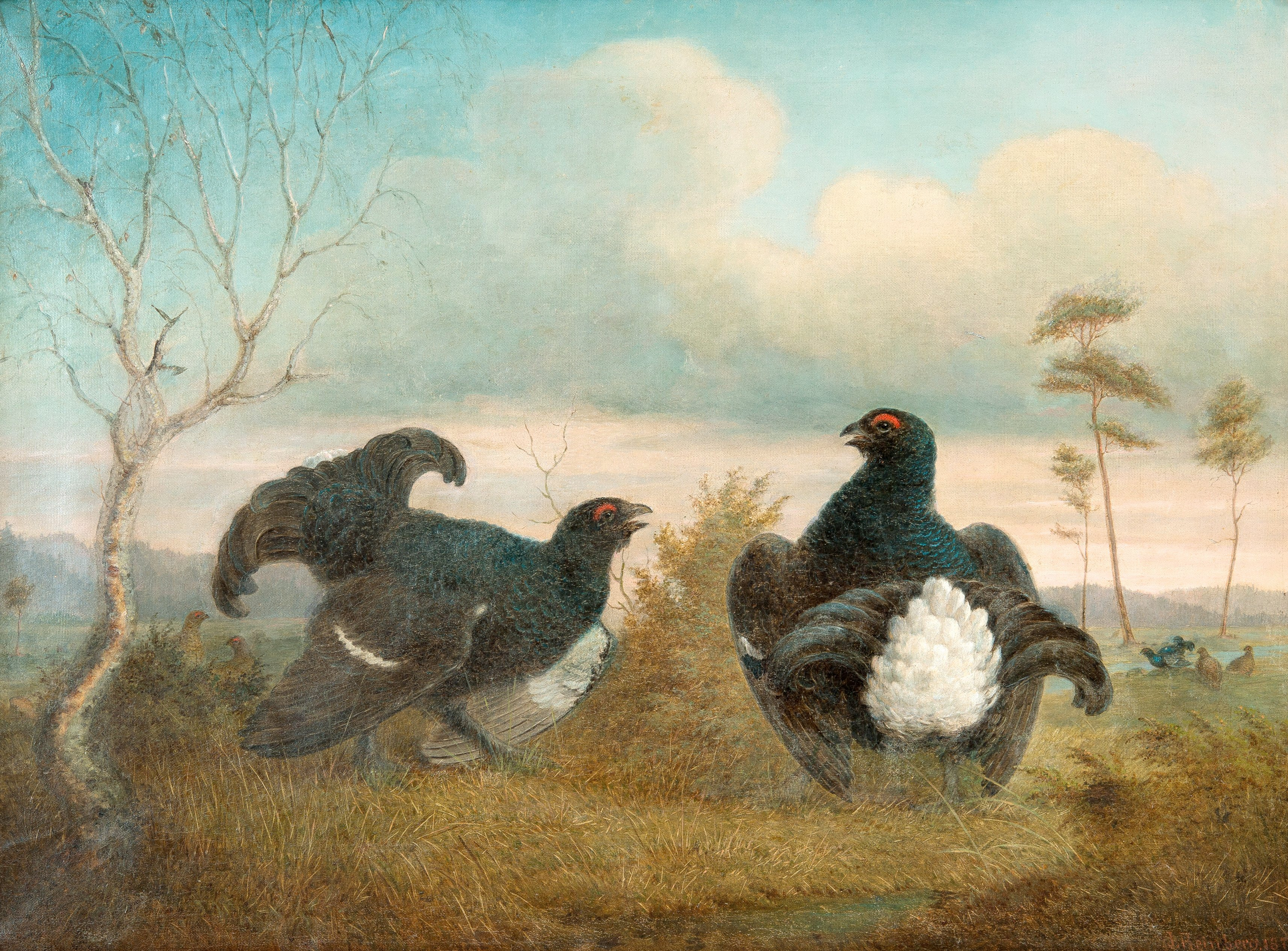
Spel, 1877
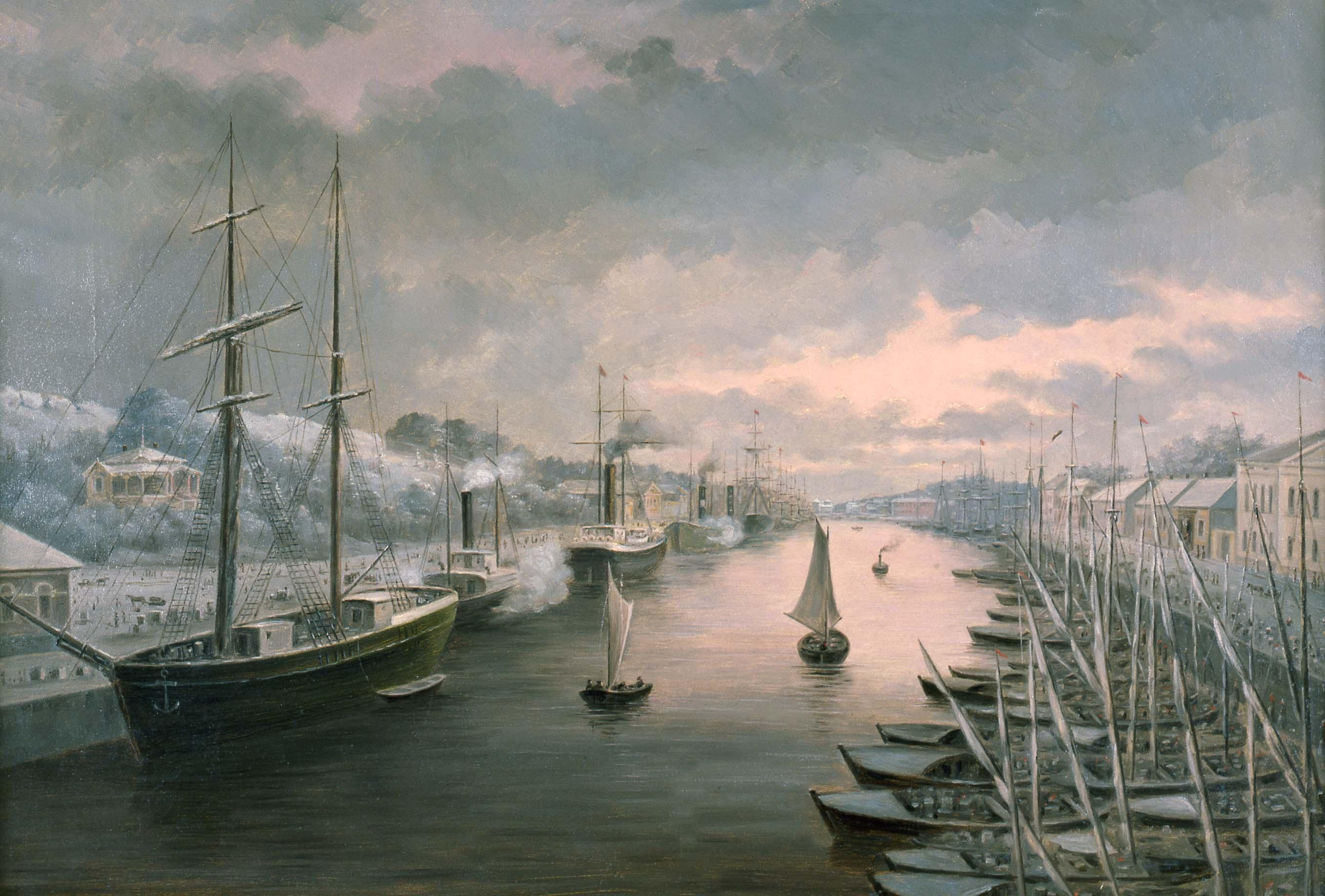
Vintervy nedströms från Aurabron i Åbo, ca 1880
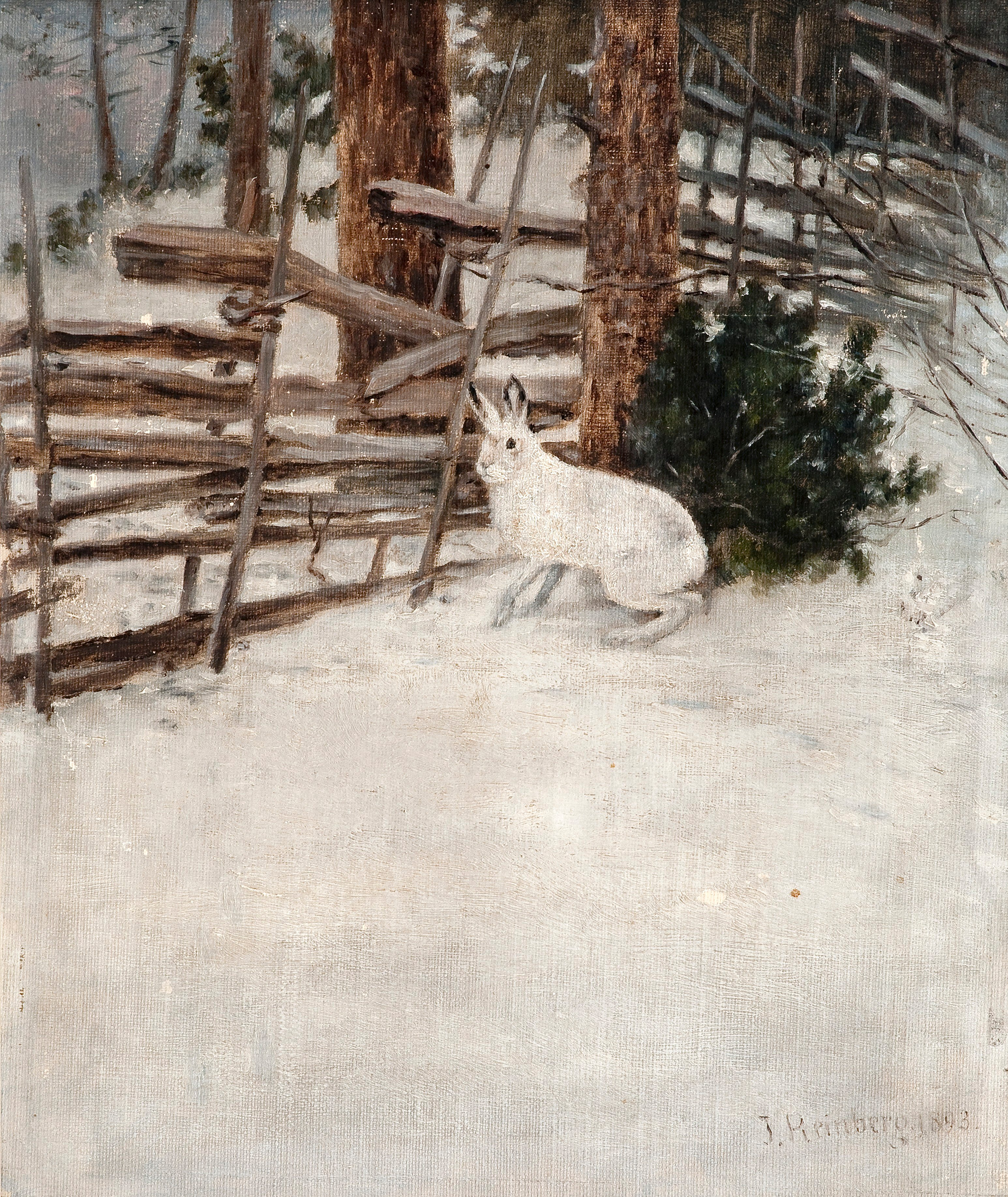
Hare i vinterlandskap, 1893
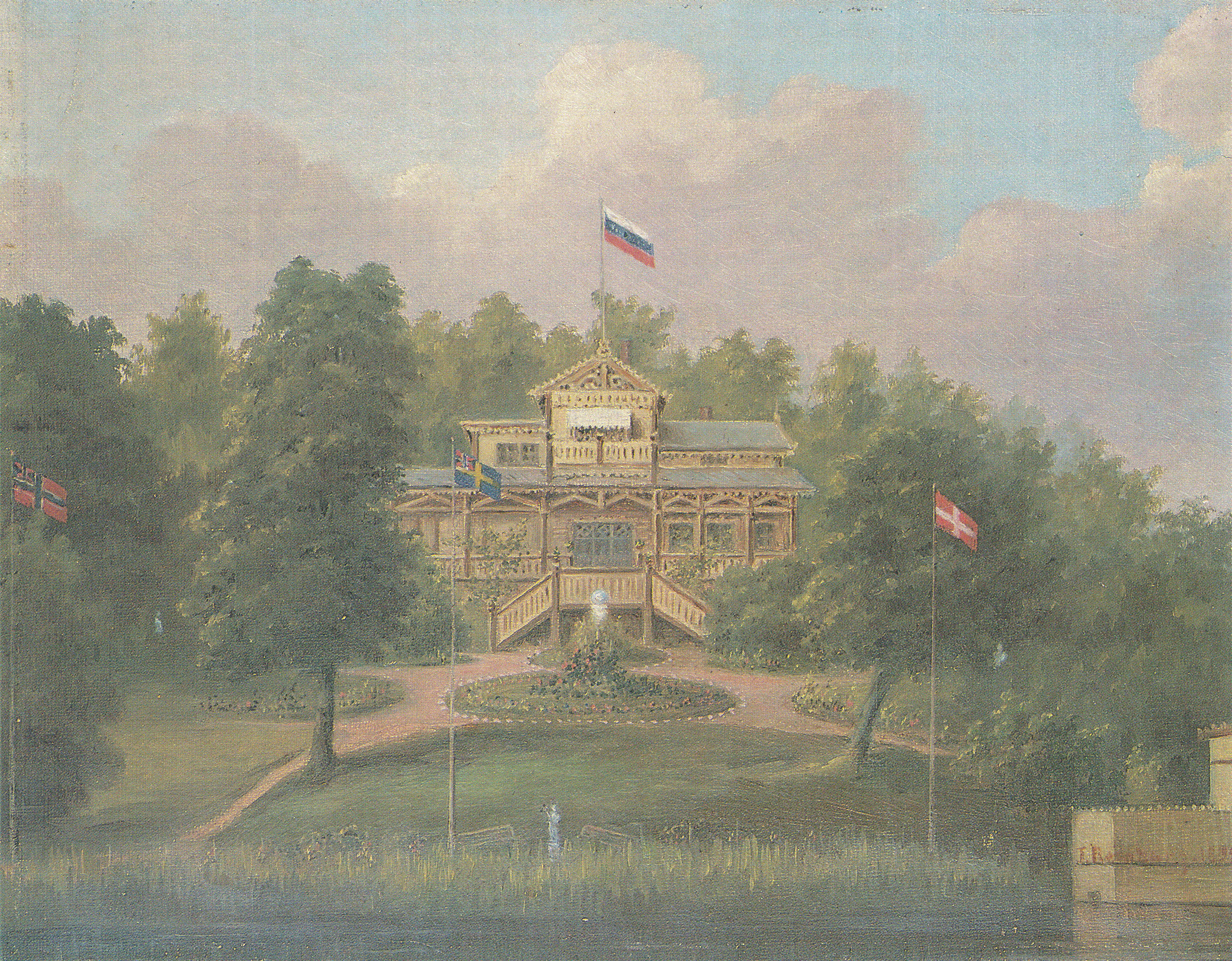
Villa Solhem på Runsala i Åbo, 1891
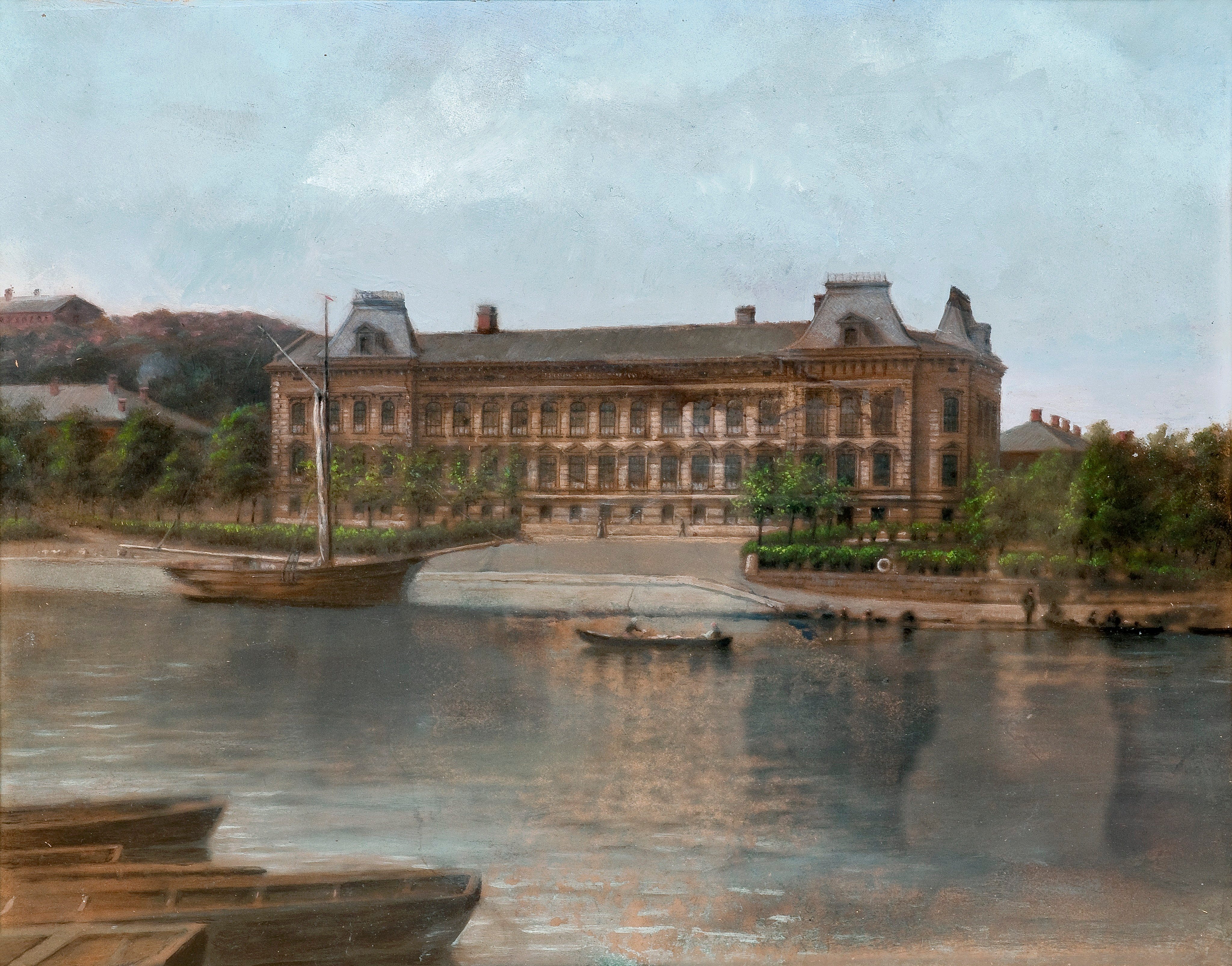
Vy av Åbo (Wicander & Larssons korkfabrik vid Aura å), 1893

### Webbkällor
- Finna.fi: Johan Jakob Reinberg (bilder)